# Fritz Seitz
Pour les articles homonymes, voir Seitz.
Fritz (Friedrich) Seitz (12 juin 1848, Günthersleben-Wechmar, duché de Saxe-Cobourg et Gotha – 22 mai 1918) est un compositeur romantique allemand, violoniste et chef d'orchestre qui composa de la musique de chambre et notamment huit concertos pédagogiques pour violon.

## Biographie
Friedrich Seitz a été baptisé le 18 juin 1848 à Günthersleben et y a grandi dans une famille de fermier. Il a rejoint en 1865 en tant que bénévole le régiment Gothaische, après quoi il a participé à la guerre allemande en 1866. Après la guerre, il a étudié le violon à Sonderhausen avec Karl Wilhelm Uhlrich, ancien premier violon de Magdebourg. En 1874, il a étudié avec le Dresden Hofkonzertmeister professeur Johann Christoph Lauterbach. Seitz a été embauché en 1869 comme le premier violoniste dans l'orchestre de la cour royale à Sonderhausen et nommé maître de chapelle en 1873.
En 1876, Fritz Seitz a déménagé à Magdebourg et a été premier violon du théâtre de la ville. Seitz a été le fondateur de la première école de musique à Magdebourg. En 1884, il a obtenu le poste de dirigeant de l'Orchestre de la cour ducale à Dessau. Ou il avait aussi comme élève sa petite-fille , Gertrude et sa camarade de classe, Marlène Dietrich , qui prenait leurs cours de violon ensemble auprès de lui. En 1888, il était chef du Festival de Bayreuth.
Friedrich Seitz a été un des plus célèbres violonistes de son temps en Europe. Il a fait de nombreuses tournées non seulement dans plusieurs villes allemandes mais aussi à Londres et en Hollande.

## Compositions
- Concerto pour élève nº 1 en ré majeur pour violon et piano, Op. 7
- Concerto pour élève nº 2 en sol majeur pour violon et piano, Op. 13
- Concerto pour élève nº 3 en sol mineur pour violon et piano, Op. 12
- Concerto pour élève nº 4 en ré majeur pour violon et piano, Op. 15
- Zigeuner kommen pour violon et piano, Op. 16, No. 4
- Schüler-Klaviertrio nº 1 en ut majeur pour violon, violoncelle et piano, Op. 18
- Romanze und Intermezzo, Op. 21
- Concerto pour élève nº 5 en ré majeur pour violon et piano, Op. 22
- Konzert in einem Satz zum Studium und Konzertgebrauch en la mineur pour violon et piano ou orchestre, Op. 25
- Drei Grabgesänge für gefallene Krieger pour chœur mixte, Op. 28; texte de August Sieghardt
- Concerto pour élève nº 6 en sol majeur pour violon et piano, Op. 31
- Concerto pour élève nº 7 en ré mineur pour violon et piano, Op. 32
- Quatuor en sol Majeur pour 2 violons (ou violon et alto), violoncelle et piano, Op. 35
- Konzertstück en la majeur pour violon et piano, Op. 36
- Concerto pour élève nº 8 en sol majeur pour violon et piano, Op. 38
- Ungarische Rhapsodie pour violon et piano, Op. 47
- Concerto pour élève nº 9 en la majeur pour violon et piano, Op. 51
- Die Passion, Oratorio pour solistes, chœur, orchestre et orgue
- Zwei neue Vortragsstücke pour violon et piano
  - Andante espressivo
  - Allegro vivace
- Schüler-Klaviertrio nº 2 pour violon, violoncelle et piano
- Schüler-Klaviertrio nº 3 pour violon, violoncelle et piano
- petits exercices pour violon et piano (Op. 41, 45, 46)